# Monastère Sainte-Marie d'Amer
Le Monastère Sainte-Marie d'Amer est une abbaye bénédictine située à Amer, en Catalogne (Espagne), et dans la juridiction du diocèse de Gérone. Elle est classée dans l'Inventaire du patrimoine architectural de Catalogne.

## Description
La construction primitive du IXe siècle suivait un plan de basilique, orientée vers l'est, avec une nef centrale et deux latérales couvertes avec des voûtes en berceau, ainsi qu'une abside semi-circulaire et deux absidioles. Au fur et à mesure des événements les différents éléments du monastère ont été reconstruits aux XIIe et XVIe siècles, et enfin au XXe siècle.

## Histoire
On pense que le monastère d'origine est fondé vers l'an 820 par l'abbé Déodat sous le règne de Louis le Pieux. Il est alors sous le vocable de saint Médir et saint Génis. La communauté monastique du monastère d'Amer est en tout cas la deuxième plus ancienne du diocèse de Gérone, mentionnée dès 830, et seulement précédée par celle du monastère de Banyoles en 814.
Au début, le centre de l'activité était à Sant Medir de Cartellà (commune de Sant Gregori) et Amer n'était qu'une annexe. Cette situation dure un siècle, en même temps que la population s'accroît autour de l'église d'Amer. Vers 830, le rois Louis le Pieux accorde l'immunité à Déodat et ses moines, confirmée par Charles II le Chauve en 844. Entre 860 et 922, le monastère continue à recevoir toute une série de privilèges et de possessions divers. Après la destruction en 949 du monastère Sant Medir de Cartellà lors d'incursions hongroises, les moines déménagent et s'installent définitivement à Amer. Le 9 novembre 949 l'église d'Amer est consacrée par Gotmar, évêque de Gérone, et dédiée à sainte Marie.
Au XIIe siècle, le monastère prend par la suite de plus en plus de puissance, arrivant même à dépendre directement du pape, ainsi que le confirme une bulle pontificale de Clément III. Ayant atteint son apogée, le monastère va dans les siècles suivants connaître un long déclin. Dès le début du XVe siècle, le nombre de moines a considérablement réduit et les bâtiments se dégradent. Un des tremblements de terre de 1427 endommage le monastère, ainsi que diverses guerres, notamment en 1657 et 1696, jusqu'à sa fermeture définitive en 1835. Ses biens sont ensuite vendus. Malgré tout, le clocher est reconstruit en 1900, avant que l'église ne soit incendiée lors de la guerre civile en 1936 et le monastère utilisé comme garage à camions. Reconstruit après la guerre, une nouvelle entrée principale est ouverte dans la façade entre 1946 et 1948.